# Kalong I
Kalong I is een bestuurslaag in het regentschap Bogor van de provincie West-Java, Indonesië. Kalong I telt 4444 inwoners (volkstelling 2010).